# Park miniatur
Park miniatur – otwarta przestrzeń (park), rzadziej pomieszczenie z modelami budowli, przeważnie w skali 1:25.

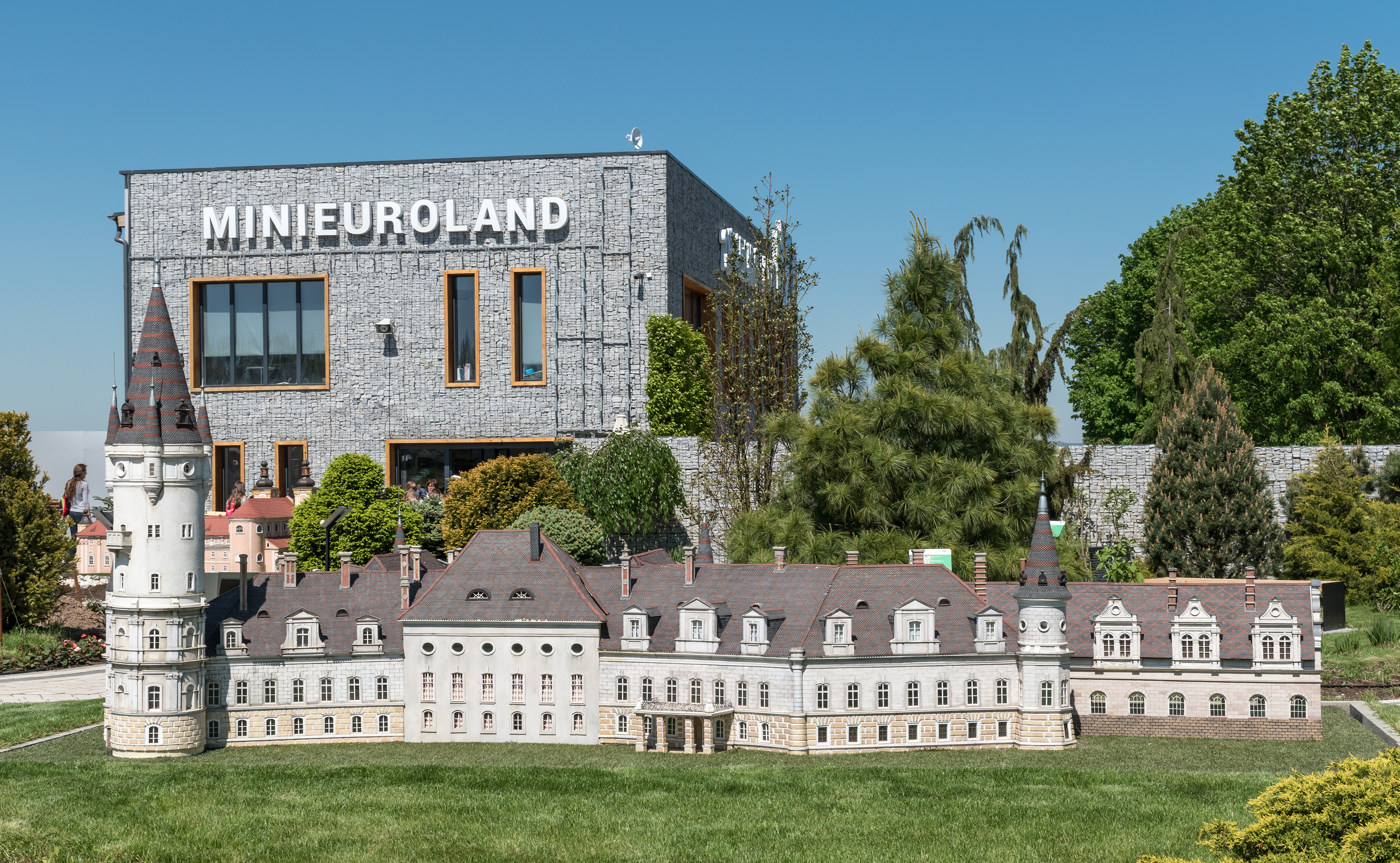
Park Miniatur „Minieuroland” w Kłodzku

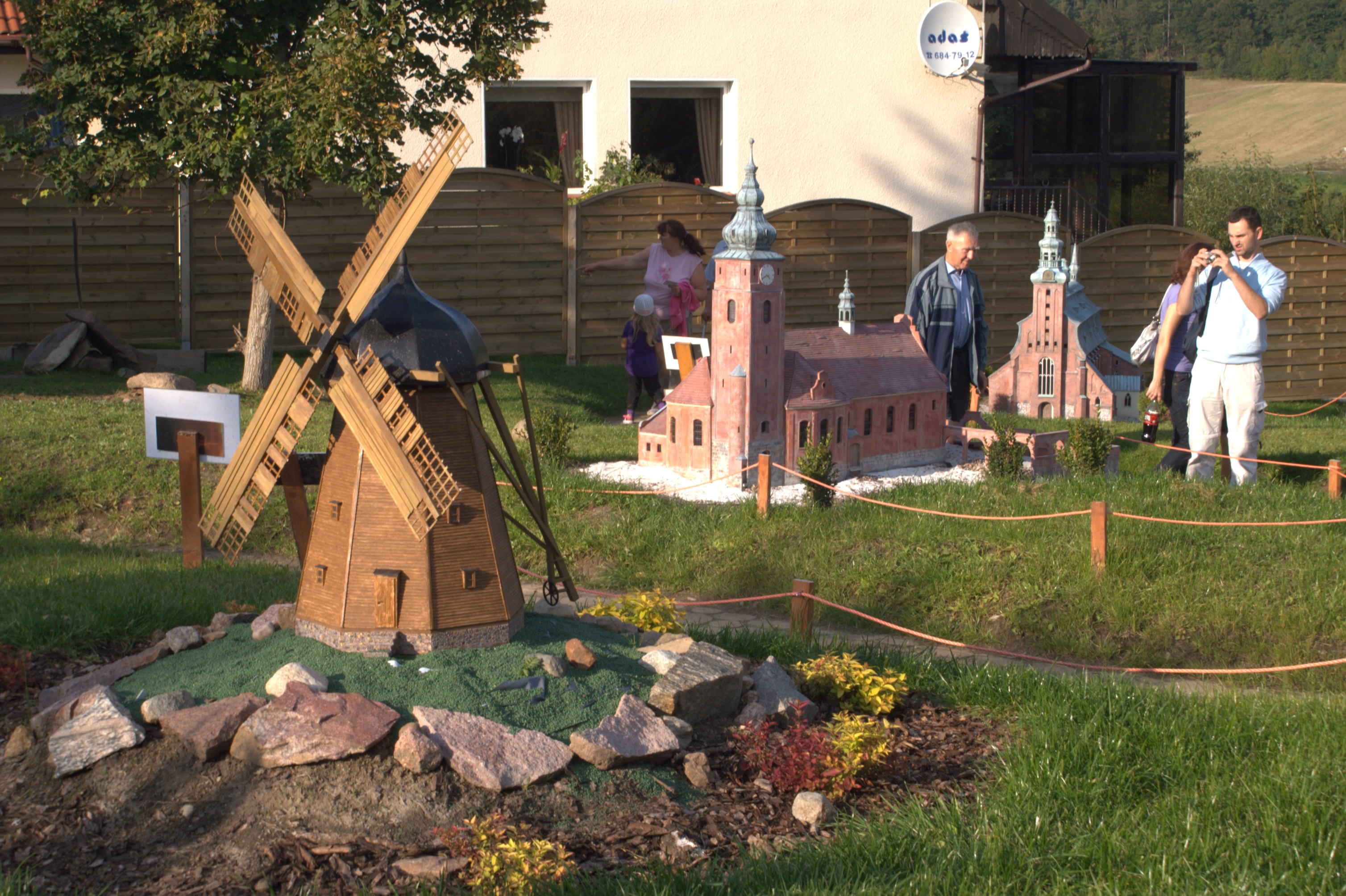
Kaszubski Park Miniatur

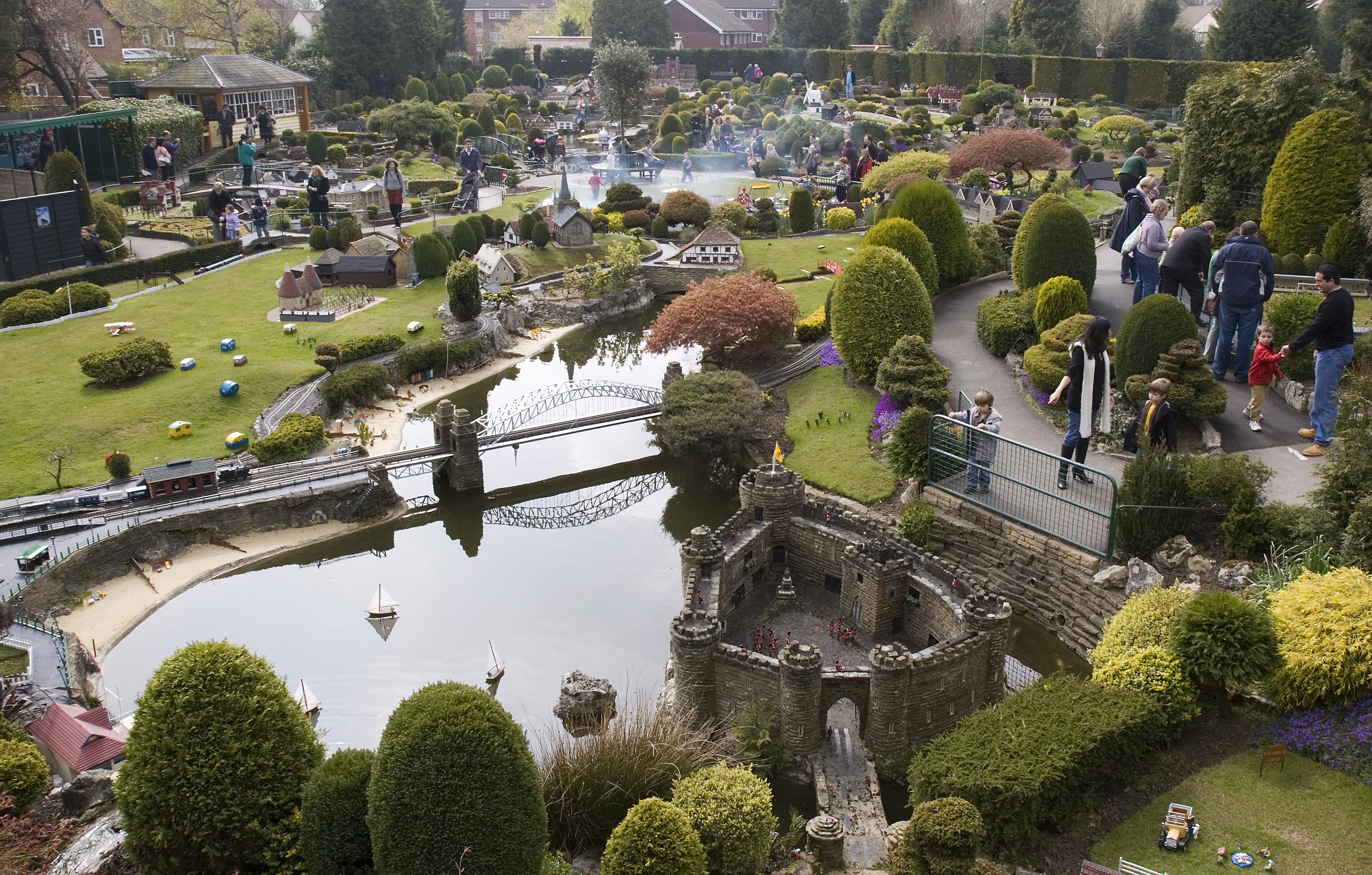
Bekonscot

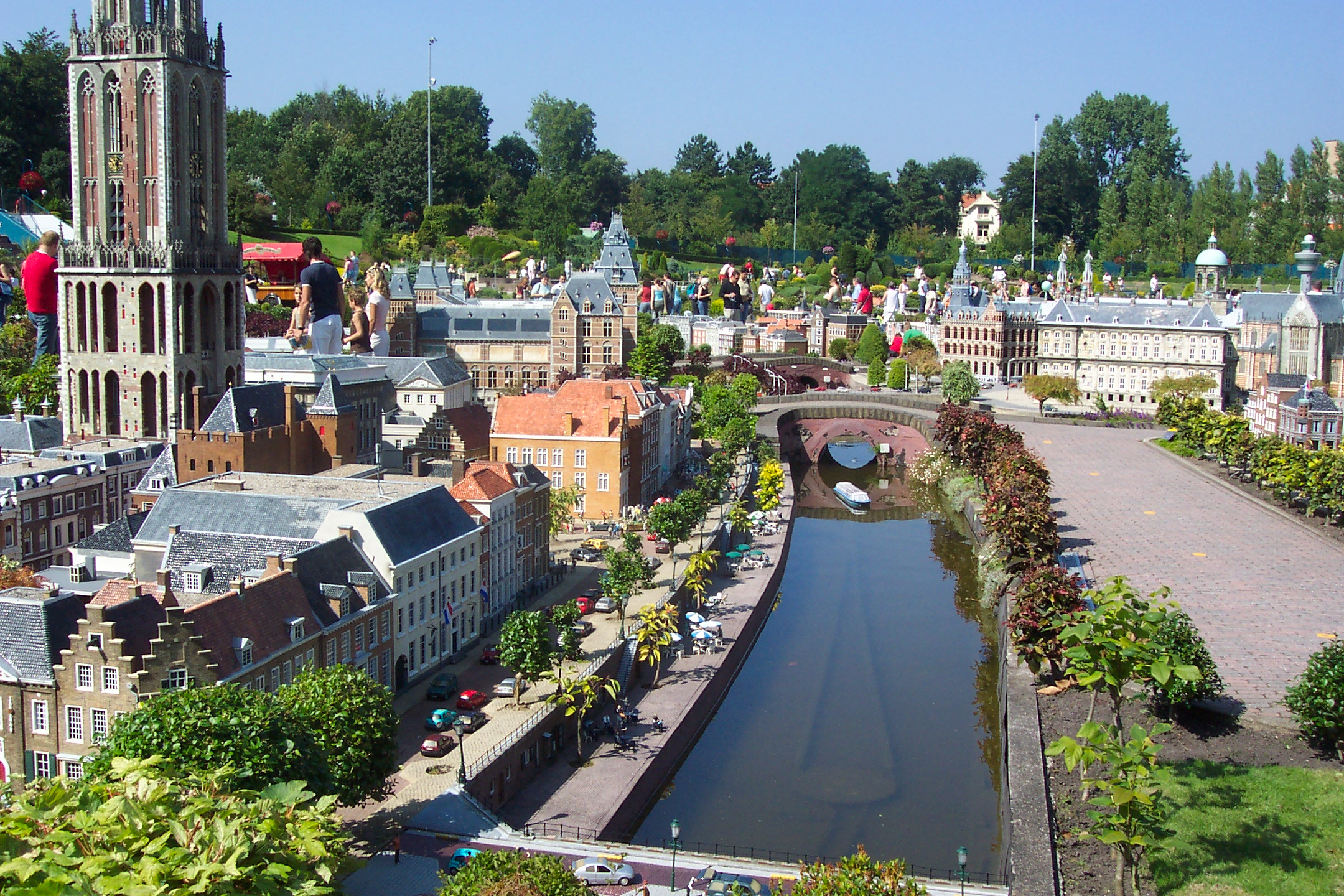
Madurodam, Holandia

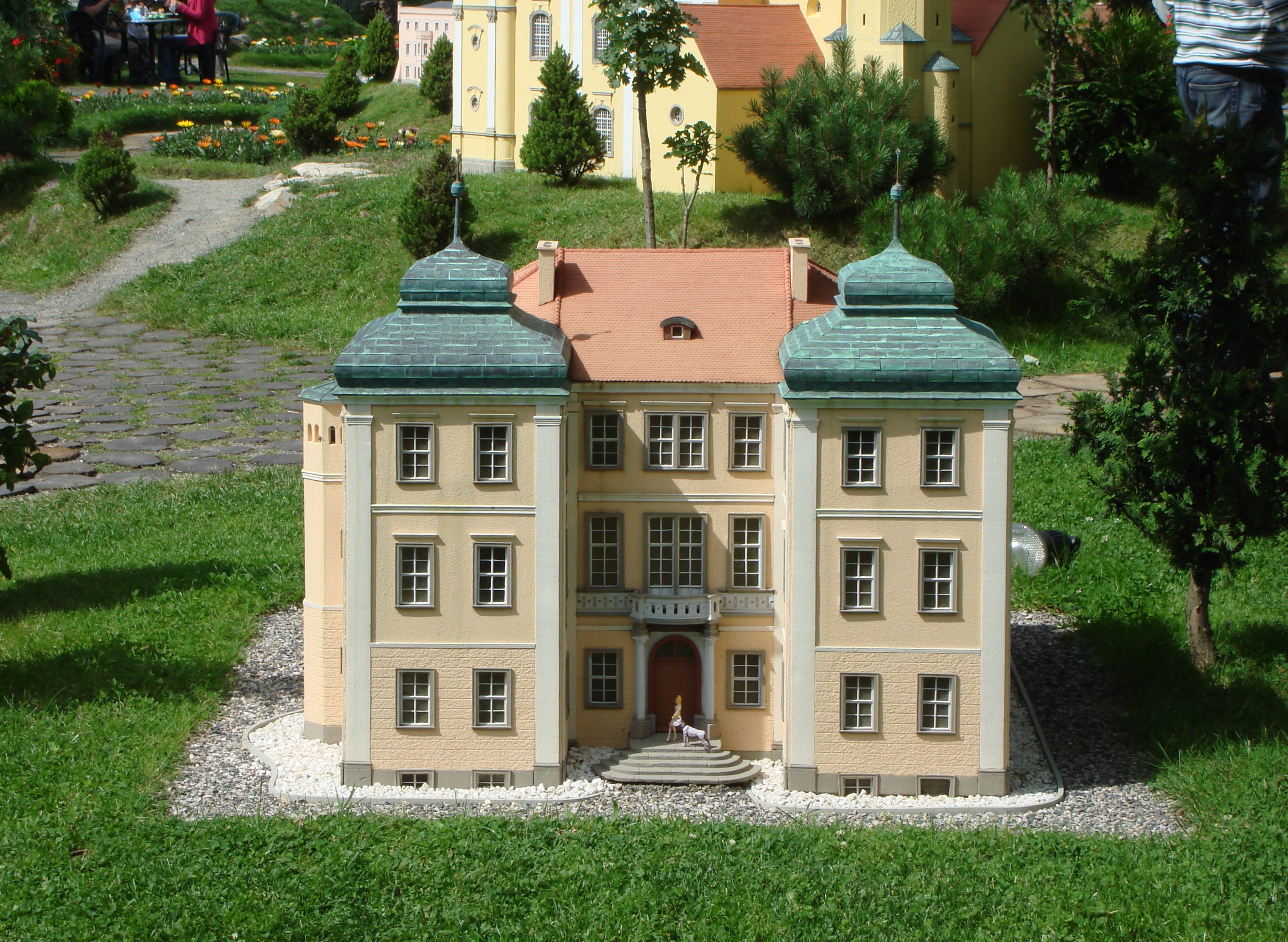
Park Miniatur Zabytków Dolnego Śląska w Kowarach

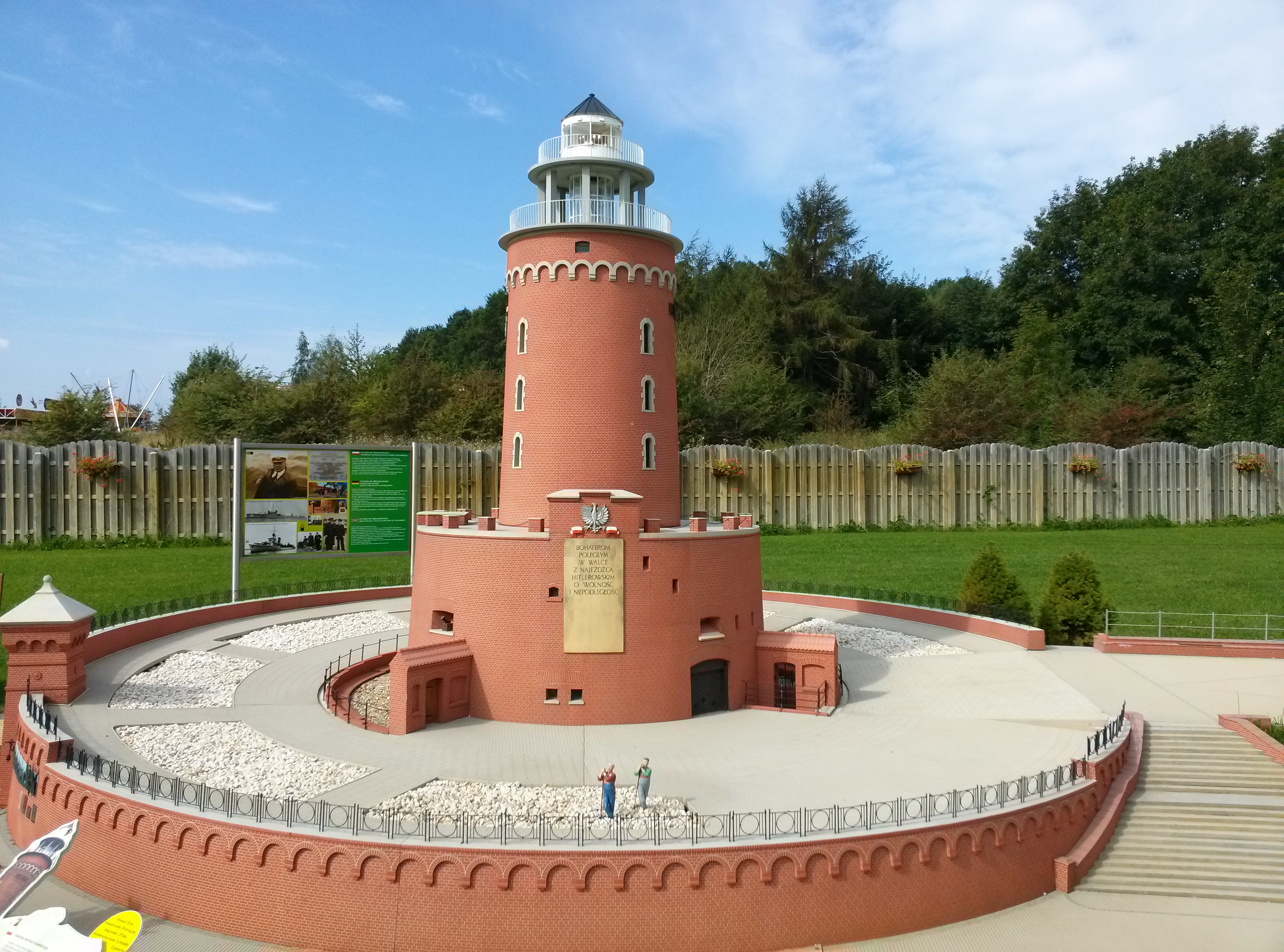
Park Miniatur Latarni Morskich w Niechorzu

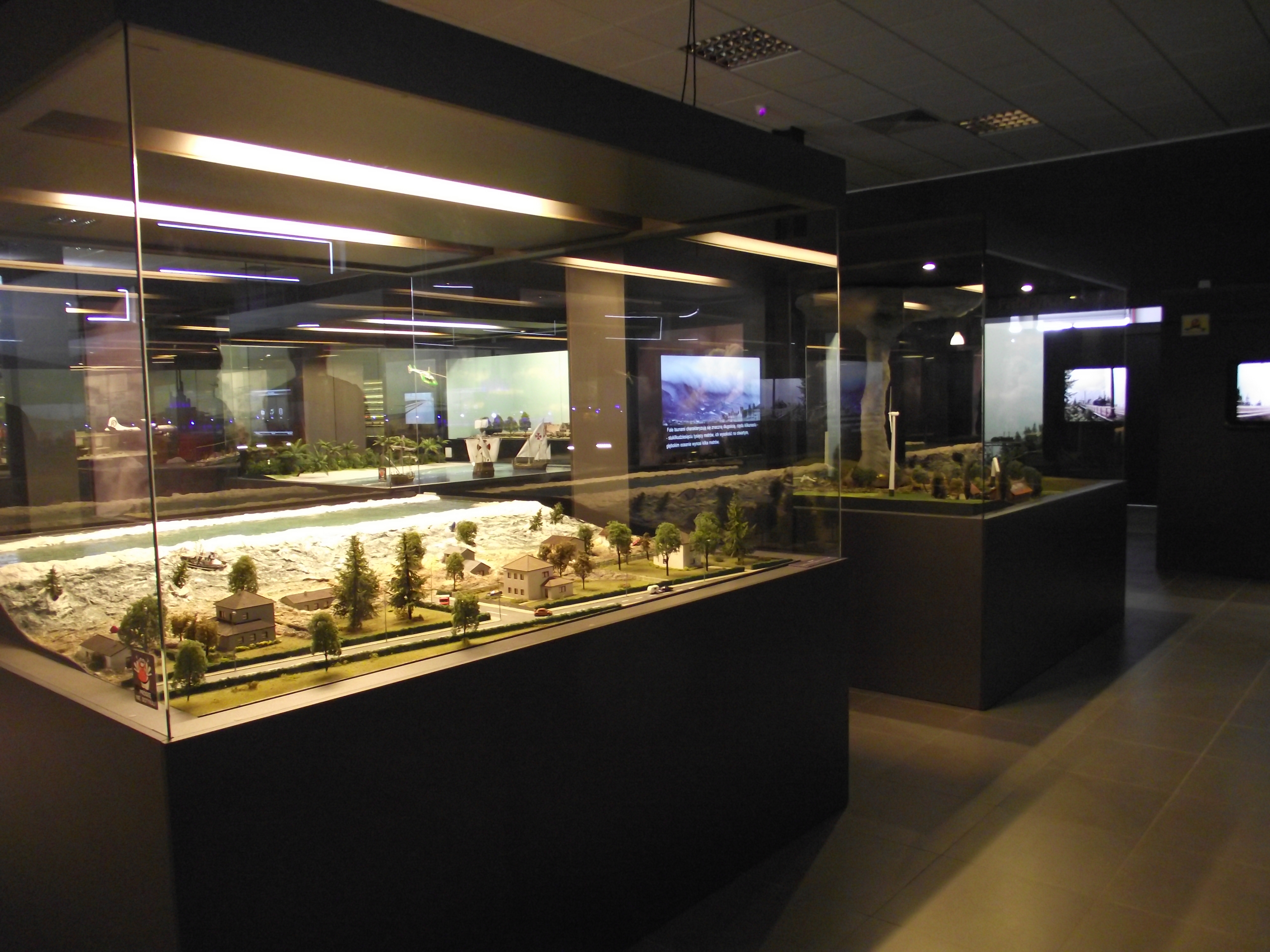
Park Makiet „Mikroskala” w Koninie

## Historia
Pierwsze parki miniatur pojawiły się w XIX stuleciu – były to wyłącznie kolekcje prywatne. W 1930 otwarto pierwszy publiczny park miniatur – Bekonscot w Wielkiej Brytanii. Prawdziwy ich rozwój nastąpił po II wojnie światowej, kiedy stały się wielką atrakcją turystyczną. Od niedawna powstają także w Polsce.

## Parki miniatur w Polsce
- Kraina Miniatur – Park Miniatur Zabytków i Architektury Polski we Wrocławiu (ul. Wróblewskiego 9)
- Park Miniatur Województwa Mazowieckiego w Warszawie
- Park Miniatur Zabytków Dolnego Śląska w Kowarach koło Karpacza
- Park Miniatur Budowle Świata w Mysłakowicach koło Karpacza
- Nadmorski Park Miniatur i Kolejek w Dziwnowie
- Park Miniatur Latarni Morskich w Niechorzu
- Skansen miniatur w Pobiedziskach pod Poznaniem
- Park Miniatur „Świat Marzeń” w Inwałdzie koło Wadowic
- Park Miniatur w Myślęcinku (w trakcie budowy)
- Park Miniatur Warmii i Mazur w Gierłoży
- Park Miniatur Świątyń w Myczkowcach
- Park Miniatur Ogrodzieniec w Podzamczu, obok Ogrodzieńca
- Kaszubski Park Miniatur w Stryszej Budzie
- Park Miniatur Sakralnych w Częstochowie
- Park Makiet „Mikroskala” w Koninie
- Park Miniatur w Ropie
- Park Miniatur Olszowa
- Bałtycki Park Miniatur w Międzyzdrojach
- Park Miniatur „Minieuroland” w Kłodzku
- Spiska Kraina – Parki Miniatur w Niedzicy
- Park Miniatur w Rąblowie
- Park Rozrywki i Miniatur Sabat Krajno w Krajnie - Zagórzu

## Parki miniatur na świecie

### Europa
- Minimundus, Austria
- Mini-Europe, Belgia
- Miniuni, Ostrawa, Czechy
- Legoland Billund, Dania
- France Miniature, Francja
- Pasión Mudejar, Hiszpania
- Catalunya en Miniatura, Hiszpania
- Pasión Mudejar, Hiszpania
- Pueblo Chico, Valle de La Orotava, Hiszpania
- Madurodam, Holandia
- Clonakilty Model Railway Village, Irlandia
- Model World, Irlandia
- Legoland Günzburg, Niemcy
- Minimundus Bodensee, Niemcy
- Miniaturenpark „mini-a-thür” w Ruhla, Niemcy
- Erlebnis-Miniaturenpark Elsterwerda w Elsterwerda, Niemcy
- Klein-Erzgebirge, Niemcy
- Miniaturenpark Kleinwelka, Niemcy
- Swissminiatur, Szwajcaria
- Miniatürk, Turcja
- Minicity, Turcja
- Bekonscot, Wielka Brytania
- Anglesey Model Village, Wielka Brytania
- Pendon Museum, Wielka Brytania
- Wimborne Model Town, Wielka Brytania
- Old New Inn, Wielka Brytania
- The Model Village, Wielka Brytania
- Merrivale Model Village, Wielka Brytania
- Babbacombe Model Village, Wielka Brytania
- Miniatura Park, Wielka Brytania
- Land's End, Wielka Brytania
- Land of Legend, Wielka Brytania
- Legoland Windsor, Wielka Brytania
- Usher Miniature Village, Wielka Brytania
- Lakeland Miniature Village, Wielka Brytania
- Corfe Castle Model Village, Wielka Brytania
- Southsea Model Village, Wielka Brytania
- Southport Model Railway Village, Wielka Brytania
- Bondville Model Village, Wielka Brytania
- Forest Model Village, Wielka Brytania
- Haigh Hall, Wielka Brytania
- Skegness Model Village, Wielka Brytania
- Wistow Rural Centre, Wielka Brytania
- Ramsgate Model Village, Wielka Brytania
- Hastings Model Village, Wielka Brytania
- Eastbourne Redoubt Model Village, Wielka Brytania
- Fred Slaymaker's Wonder Village, Wielka Brytania
- Italia in miniatura, Włochy

### Stany Zjednoczone i Kanada
- Cullen Gardens and Miniature Village, Kanada
- Woodleigh Replicas, Kanada
- Forbidden Gardens, Katy, Texas, USA
- Legoland California, Carlsbad, California, USA
- Miniature Railroad & Village, Pittsburgh, Pennsylvania, USA
- Roadside America, Pennsylvania, USA
- Storybook Land Canal Boats, Disneyland, California, USA
- Splendid China, Kissimmee, Florida, USA
- Tiny Town, Morrison, Colorado, USA

### Azja
- Splendid China, Chiny
- Window of the World, Chiny
- World Park, Chiny
- Taman Mini Indonesia Indah, Indonezja
- Mini Izrael, Izrael
- Ancient City, Tajlandia
- Window on China, Tajwan

### Oceania
- Cockington Green Gardens, Australia